# Magneuptychia opima
Magneuptychia opima är en fjärilsart som beskrevs av Gustav Weymer 1911. Magneuptychia opima ingår i släktet Magneuptychia och familjen praktfjärilar. Inga underarter finns listade i Catalogue of Life.